# Östlicher Wollmaki

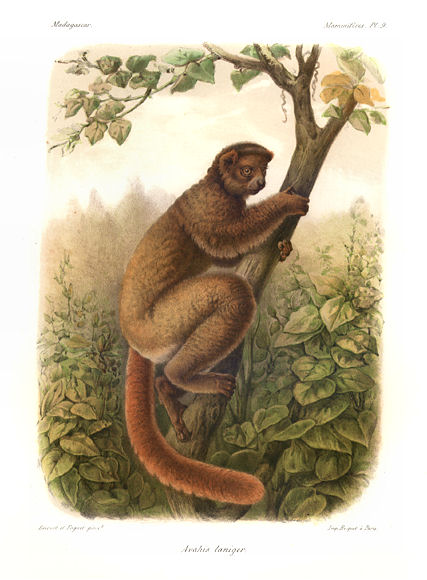
Östlicher Wollmaki, Bild von Alfred Grandidier

Der Östliche Wollmaki (Avahi laniger) ist eine Primatenart aus der Gruppe der Lemuren. Der Peyrieras-Wollmaki, der Südliche Wollmaki, der Ramanantsoavana-Wollmaki, der Betsileo-Wollmaki und der Moore-Wollmaki wurden kürzlich als eigenständige Arten von dieser Art abgetrennt.

## Merkmale

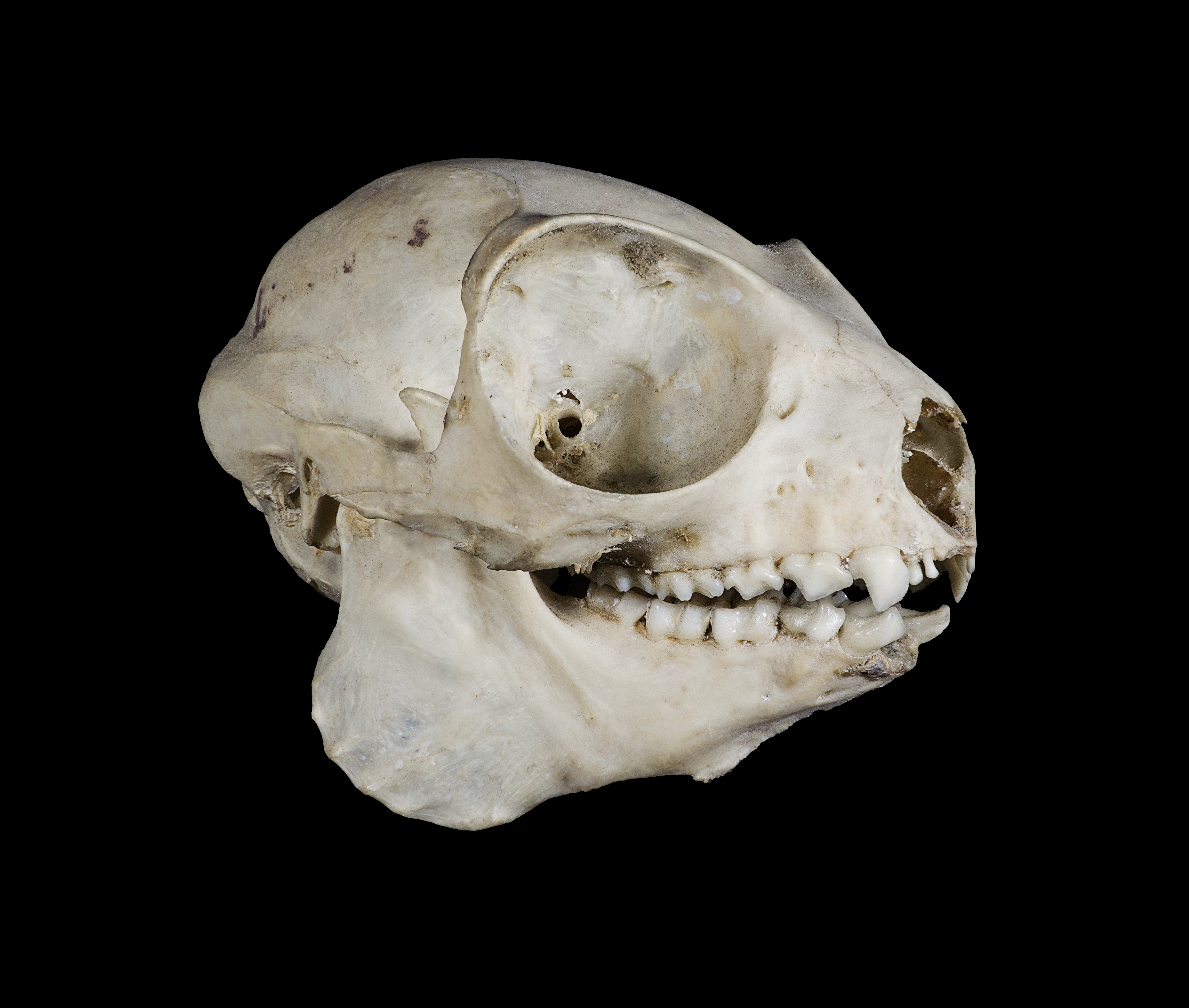
Der Schädel

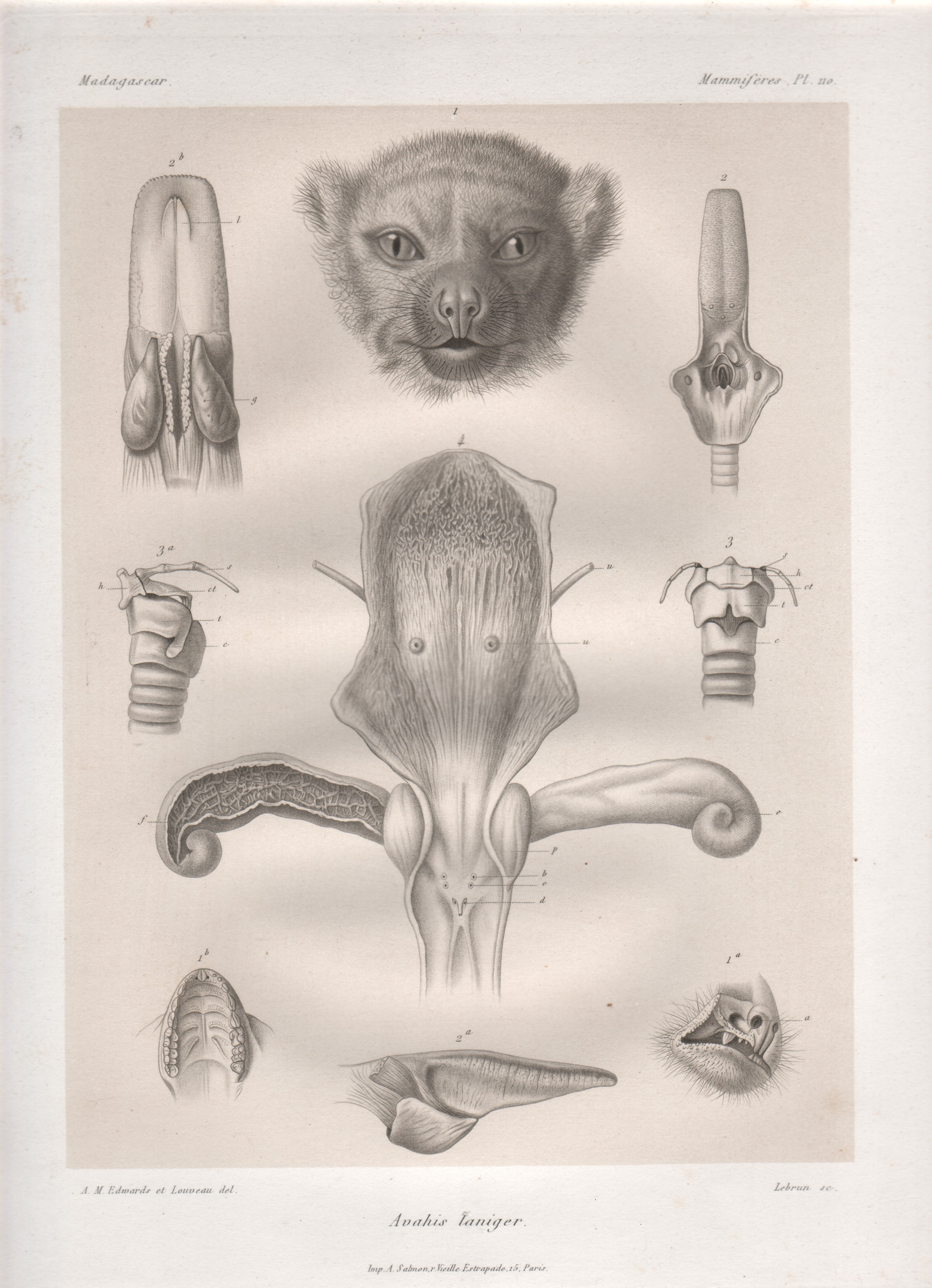
Anatomie von Schädel und Kehlkopf

Östliche Wollmakis erreichen eine Kopfrumpflänge von 25 bis 29 Zentimetern, der Schwanz wird 32 bis 37 Zentimeter lang und ihr Gewicht beträgt 0,9 bis 1,6 Kilogramm. Ihr Fell ist wie bei allen Wollmakis dicht und wollig, es ist an der Oberseite graubraun und an der Unterseite hellgrau gefärbt. Die Hinterbeine sind deutlich länger als die Vorderbeine, die Innenseite der Oberschenkel ist weißlich, der lange, buschige Schwanz ist rötlich braun gefärbt. Das Gesicht ist mit kurzen, braunen Haaren bedeckt und kontrastiert so mit der dichter behaarten Oberseite des Kopfes. Über den großen, runden Augen befinden sich kleine, weiße Flecken. Die Schnauze ist schwarz und kurz, die Ohren sind klein und teilweise im Fell verborgen.

## Verbreitung und Lebensraum
Östliche Wollmakis kommen wie alle Lemuren auf Madagaskar vor, ihr Lebensraum sind die Regenwälder der Ostküste. Aufgrund der Abtrennung einiger Populationen als eigener Arten ist das genaue Verbreitungsgebiet nicht bekannt. Es erstreckt sich zumindest von der Region südlich der Masoala-Halbinsel bis zum Fluss Mangoro, ob es auch südlich des Mangoro Populationen dieser Art gibt, ist unklar. Sie kommen bis in 1600 Meter Seehöhe vor und erreichen ihre größte Bevölkerungsdichte in Sekundärwäldern.

## Lebensweise
Diese Primaten sind nachtaktive Baumbewohner. Tagsüber schlafen sie im dichten Blätterwerk verborgen, oft gegen einen Baumstamm gelehnt. In der Nacht gehen sie auf Nahrungssuche, dabei bewegen sie sich senkrecht kletternd und springend fort. Sie leben in Familiengruppen von zwei bis fünf Tieren, die sich aus einem monogamen Paar und dem gemeinsamen Nachwuchs zusammensetzen. Im Gegensatz zu vielen anderen nachtaktive Lemuren bleiben die Gruppenmitglieder auch während der Nahrungssuche zusammen. Familiengruppen bewohnen ein Revier von 1 bis 2 Hektar, das sie mit lauten Rufen gegenüber anderen Gruppen markieren. 
Die Nahrung dieser Tiere besteht vorwiegend aus Blättern, in kleinem Ausmaß fressen sie auch Früchte und Blüten. Wie andere blätterfressende Säugetiere kompensieren sie den niedrigen Nährwert ihrer Nahrung mit langen Ruhepausen. Auch sind die nächtlichen Streifzüge sind mit 300 bis 500 Metern relativ kurz.
Die Paarung erfolgt im April oder Mai, im September oder Oktober bringt das Weibchen ein einzelnes Jungtier zur Welt. Dieses wird von der Mutter während ihrer Streifzüge mitgetragen und nicht an einer geschützten Stelle abgelegt. Nach rund sechs Monaten wird das Junge entwöhnt.

## Gefährdung
Aufgrund ihres relativ großen Verbreitungsgebietes sind Östliche Wollmakis weniger bedroht als andere Lemurenarten. Gebietsweise werden sie durch die Zerstörung ihres Lebensraums in Mitleidenschaft gezogen, insgesamt zählt die Art aber laut IUCN nicht zu den bedrohten Arten.